# Mojanci (gmina Araczinowo)
Mojanci (maced. Мојанци) – wieś w północnej Macedonii Północnej, niedaleko stolicy tego kraju – Skopje. 
Osada wchodzi w skład gminy Araczinowo.
Według stanu na 2002 rok wieś zamieszkuje 2325 osób.